# Liste des bombardiers des forces armées des États-Unis
Ceci est la liste des bombardiers utilisés par les forces armées des États-Unis. La liste inclut également les projets et prototypes de bombardier conçus pour l’armée américaine. La liste est triable en fonction de plusieurs critères (Nom, désignation, constructeur, date de premier vol, date de mise en service et nombre d'appareils construits).

## Liste
| Nom                             | Désignation                   | Constructeur                        | Image | Notes                                                                         | Premier vol | Mise en service                   | Nombre d'appareils |
| ------------------------------- | ----------------------------- | ----------------------------------- | ----- | ----------------------------------------------------------------------------- | ----------- | --------------------------------- | ------------------ |
| Martin NBS-1                    | NBS-1                         | Glenn L. Martin Company             |       | Bombardier de nuit à court rayon d'action.                                    | 1918        | 1920                              | 140                |
| Gallaudet DB-1 (en)             | DB-1                          | Gallaudet                           |       | Bombardier de jour.                                                           | 1921        | Jamais                            | 2                  |
| Douglas DT                      | DT-1 / DT-2                   | Douglas Aircraft Company            |       | Bombardier-torpilleur.                                                        | 1921        | 1922                              | 90                 |
| Witteman-Lewis XNBL-1 (en)      | NBL-1 "Barling Bomber"        | Wittemann-Lewis                     |       | Bombardier de nuit à long rayon d'action.                                     | 1923        |                                   | 1                  |
| Huff-Daland LB-1                | LB-1                          | Huff-Daland Aero Corporation        |       | Bombardier léger.                                                             | 1923        | 1923                              | 10                 |
| Curtiss CS                      |                               | Curtiss Aeroplane and Motor Company |       | Bombardier-torpilleur.                                                        | 1923        | 1923                              | 83                 |
| Elias XNBS-3 (en)               | NBS-3                         | Elias                               |       | Prototype de bombardier de nuit à court rayon d'action.                       | 1924        | Jamais                            | 1                  |
| Martin T3M                      |                               | Glenn L. Martin Company             |       | Bombardier-torpilleur.                                                        | 1926        | 1926-1932                         | 124                |
| Martin T4M                      |                               | Glenn L. Martin Company             |       | Bombardier-torpilleur.                                                        | 1927        | 1928-1938                         | 155                |
| Keystone XLB-3                  | LB-3                          | Keystone Aircraft Corporation       |       | Prototype de bombardier léger.                                                | 1927        | Jamais                            | 1                  |
| Huff-Daland XB-1                | B-1                           | KHuff-Daland Aero Company           |       | Prototype de bombardier moyen.                                                | 1927        | Jamais                            | 1                  |
| Keystone LB-5                   | LB-5                          | Keystone Aircraft Corporation       |       | Bombardier léger.                                                             | 1927        | 1927                              | 36                 |
| Keystone LB-6                   | LB-6                          | Keystone Aircraft Corporation       |       | Bombardier léger. Produit à 35 exemplaires dont 18 pour sa variante LB-7.     | 1927        | 1929-1934                         | 35                 |
| Fokker XB-8                     | B-8                           | General Aviation Corporation        |       | Prototype bombardier lourd.                                                   | 1929        | 1931                              | 7                  |
| Curtiss B-2 Condor              | B-2 Condor                    | Curtiss Aeroplane and Motor Company |       | Bombardier moyen.                                                             | 1929        | 1929-1934                         | 13                 |
| Keystone B-3                    | B-3                           | Keystone Aircraft Corporation       |       | Bombardier léger.                                                             | 1930        | 1931-1937                         | 63                 |
| Keystone B-4                    | B-4                           | Keystone Aircraft Corporation       |       | Bombardier lourd.                                                             | 1930        | 1931-1934                         | 30                 |
| Keystone B-5                    | B-5                           | Keystone Aircraft Corporation       |       | Bombardier lourd.                                                             | 1930        | 1930-1934                         | 30                 |
| Keystone B-6                    | B-6                           | Keystone Aircraft Corporation       |       | Bombardier léger. 2 version:5 Y1B-6 + 39 B-6A                                 | 1931        | 1931                              | 44                 |
| Douglas Y1B-7                   | B-7                           | Douglas Aircraft Company            |       | Bombardier monoplan                                                           | 1931        | 1932-1939                         | 8                  |
| Boeing B-9 Death Angel          | B-9                           | Boeing                              |       | Bombardier                                                                    | 1931        | 1931-1934                         | 7                  |
| Martin B-10                     | B-10                          | Glenn L. Martin Company             |       | Bombardier. Il sert de base pour les modèles B-12, B-13, B-14, et A-15.       | 1932        | 1934-1942                         | 121                |
| Douglas YOA-5                   | B-11                          | Douglas Aircraft Company            |       | Bombardier prototype                                                          | 1935        | 1935-1943                         | 1                  |
| Douglas B-18                    | B-18 Bolo                     | Douglas Aircraft Company            |       | Bombardier stratégique                                                        | 1935        | 1936-1943                         | 350                |
| Boeing B-17 Flying Fortress     | B-17 Flying Fortress          | Boeing                              |       | Bombardier lourd                                                              | 1935        | 1938-1968                         | 12677              |
| North American XB-21            | B-21                          | North American                      |       | Bombardier moyen; prototype                                                   | 1936        | Jamais                            | 1                  |
| Boeing XB-15                    | B-15                          | Boeing                              |       | Bombardier lourd; prototype                                                   | 1937        | 1939-1940                         | 1                  |
| Douglas B-23 Dragon             | B-23 Dragon                   | Douglas Aircraft Company            |       | Bombardier                                                                    | 1939        | 1939-1945                         | 38                 |
| Consolidated B-24 Liberator     | B-24 Liberator                | Consolidated Aircraft Corporation   |       | Bombardier lourd                                                              | 1939        | 1941-1968                         | 18482              |
| North American B-25 Mitchell    | B-25 Mitchell                 | North American                      |       | Bombardier moyen                                                              | 1940        | 1941                              | 9984               |
| Martin B-26 Marauder            | B-26 Marauder                 | Glenn L. Martin Company             |       | Bombardier moyen                                                              | 1940        | 1941-1948                         | 5288               |
| Lockheed Ventura                | B-34 Lexington / B-37 Ventura | Lockheed                            |       | Bombardier                                                                    | 1940        | 1942-1974                         | 3010               |
| Douglas XB-19                   | B-19                          | Douglas Aircraft Company            |       | Bombardier lourd; prototype                                                   | 1941        | Jamais                            | 1                  |
| North American XB-28            | B-28                          | North American                      |       | Bombardier à haute altitude; prototype                                        | 1942        | Jamais                            | 2                  |
| Boeing YB-40 Flying Fortress    | B-40                          | Boeing                              |       | Bombardier                                                                    | 1942        | 1943-1943                         | 25                 |
| Consolidated XB-41 Liberator    | B-41                          | Consolidated Aircraft Corporation   |       | Bombardier d'escorte                                                          | 1942        | 1943-1943                         | 1                  |
| Boeing B-29 Superfortress       | B-29 Superfortress            | Boeing                              |       | Bombardier lourd                                                              | 1942        | 1944-1960                         | 3970               |
| Consolidated B-32 Dominator     | B-32 Dominator                | Consolidated Aircraft Corporation   |       | Bombardier lourd                                                              | 1942        | 1945-1945                         | 118                |
| Boeing XB-38 Flying Fortress    | B-38                          | Boeing                              |       | Bombardier                                                                    | 1943        | Jamais                            | 1                  |
| Boeing XB-39 Superfortress      | B-39                          | Boeing                              |       | Prototype de bombardier                                                       | 1944        | Jamais                            | 1                  |
| Douglas XB-42 Mixmaster         | B-42 Mixmaster                | Douglas Aircraft Company            |       | Prototype de bombardier; projet annulé en 1948.                               | 1944        | Jamais                            | 2                  |
| Northrop YB-35                  | B-35                          | Northrop Corporation                |       | Prototype de bombardier stratégique;projet annulé en 1949.                    | 1946        | Jamais                            | 4                  |
| Convair B-36 Peacemaker         | B-36                          | Convair                             |       | Bombardier stratégique                                                        | 1946        | 1949-1959                         | 384                |
| Douglas XB-43 Jetmaster         | B-43                          | Douglas Aircraft Company            |       | Premier bombardier américain à réaction à voler. Projet annulé en 1953        | 1946        | Jamais                            | 2                  |
| North American B-45 Tornado     | B-45                          | North American                      |       | Premier bombardier à réaction mis en service dans l'armée américaine.         | 1947        | 1948-1959                         | 139                |
| Convair XB-46                   | B-46                          | Convair                             |       | Bombardier. Abandon du projet en août 1947                                    | 1947        | Jamais                            | 1                  |
| Boeing B-47 Stratojet           | B-47 Stratojet                | Boeing                              |       | Bombardier.                                                                   | 1947        | 1951-1966                         | 2032               |
| Martin XB-48                    | B-48                          | Glenn L. Martin Company             |       | Bombardier. Projet annulé en 1948                                             | 1947        | Jamais                            | 2                  |
| Northrop YB-49                  | B-49                          | Northrop Corporation                |       | Prototype de bombardier lourd.                                                | 1947        | Jamais                            | 3                  |
| Boeing B-50 Superfortress       | B-50 Superfortress / XB-44    | Boeing                              |       | Bombardier                                                                    | 1947        | 1948-1965                         | 371                |
| Martin XB-51                    | B-51                          | Glenn L. Martin Company             |       | Bombardier                                                                    | 1949        |                                   | 2                  |
| Boeing B-52 Stratofortress      | B-52 Stratofortress           | Boeing                              |       | Bombardier                                                                    | 1952        | 1955 - Actif                      | 744                |
| Convair YB-60                   | B-60                          | Convair                             |       | Prototype de Bombardier. Projet annulé en 1952                                | 1952        | Jamais                            | 2                  |
| Martin B-57                     | B-57                          | Glenn L. Martin Company             |       | Bombardier tactique                                                           | 1953        | 1954 - 1976                       | 403                |
| Douglas B-66                    | B-66 Destroyer                | Douglas Aircraft Company            |       | Bombardier stratégique                                                        | 1954        | 1956 - 1973                       | 294                |
| Convair B-58 Hustler            | B-58 Hustler                  | Convair                             |       | Bombardier                                                                    | 1956        | 1961 - 1969                       | 116                |
| North American XB-70 Valkyrie   | B-70 Valkyrie                 | North American                      |       | Prototype de bombardier supersonique américain                                | 1964        | Jamais                            | 2                  |
| General Dynamics F-111 Aardvark | F-111                         | General Dynamics                    |       | Bombardier supersonique                                                       | 1964        | 1967-1998                         | 554                |
| Rockwell B-1 Lancer             | B-1 Lancer                    | Rockwell International              |       | Bombardier supersonique                                                       | 1974        | 1986 - Actif                      | 104                |
| Northrop B-2 Spirit             | B-2 Spirit                    | Northrop Grumman                    |       | Bombardier stratégique furtif                                                 | 1989        | 1997 - Actif                      | 21                 |
| LWF XNBS-2 (en)                 | NBS-2                         | Lowe-Willard-Fowler                 |       | Bombardier de nuit à court rayon d'action.                                    | Aucun       | Jamais                            | 0                  |
| Curtiss XNBS-4 (en)             | NBS-4                         | Curtiss Aeroplane and Motor Company |       | Prototype de bombardier de nuit à court rayon d'action.                       | Aucun       | Jamais                            | 0                  |
| Martin XNBL-2 (en)              | NBL-2                         | Glenn L. Martin Company             |       | Prototype de bombardier de nuit à long rayon d'action.                        | Aucun       | Jamais                            | 0                  |
| Martin XB-16                    | B-16                          | Glenn L. Martin Company             |       | Lancé en 1935 le projet est annulé.                                           | Aucun       | Jamais                            | 0                  |
| Boeing Y1B-20                   | B-20                          | Boeing                              |       | Projet est annulé.                                                            | Aucun       | Jamais                            | 0                  |
| Douglas XB-22                   | B-22                          | Douglas Aircraft Company            |       | Projet est annulé.                                                            | Aucun       | Jamais                            | 0                  |
| Martin XB-27                    | B-27                          | Glenn L. Martin Company             |       | Projet de bombardier à haute altitude.                                        | Aucun       | Jamais                            | 0                  |
| Lockheed XB-30                  | B-30                          | Lockheed                            |       | Projet de bombardier lourd.                                                   | Aucun       | Jamais                            | 0                  |
| Douglas XB-31                   | B-31                          | Douglas Aircraft Company            |       | Projet de bombardier lourd.                                                   | Aucun       | Jamais                            | 0                  |
| Martin XB-33 Super Marauder     | B-33                          | Glenn L. Martin Company             |       | Projet de bombardier moyen annulé en 1942.                                    | Aucun       | Jamais                            | 0                  |
| Convair XB-53                   | B-53                          | Convair                             |       | Projet de bombardier moyen annulé en 1949.                                    | Aucun       | Jamais                            | 0                  |
| Boeing B-54                     | B-54                          | Boeing                              |       | Projet de bombardier annulé en 1949.                                          | Aucun       | Jamais                            | 0                  |
| Boeing XB-55                    | B-55                          | Boeing                              |       | Projet de bombardier annulé en 1949.                                          | Aucun       | Jamais                            | 0                  |
| Boeing B-56                     | B-56                          | Boeing                              |       | Projet de bombardier annulé en 1952.                                          | Aucun       | Jamais                            | 0                  |
| Boeing XB-59                    | B-59                          | Boeing                              |       | Projet de bombardier supersonique annulé en 1952.                             | Aucun       | Jamais                            | 0                  |
| Martin XB-68                    | B-68                          | Glenn L. Martin Company             |       | Projet de bombardier supersonique annulé en 1957.                             | Aucun       | Jamais                            | 0                  |
| B-21 Raider                     | B-21                          | Northrop Grumman                    |       | Projet de Bombardier stratégique furtif très longue distance en développement | aucun       | futur remplaçant du B-2 et du B52 | 0                  |